# Tiruvalluvar óriásszobra
Tiruvalluvar óriásszobra az indiai Kanjákumári város egyik nevezetessége. A híres tamil költő–filozófust, Tiruvalluvart ábrázoló szobor a Hindusztáni-félsziget legdélebbi pontjának közelében áll egy kis szigeten.

## Története
Az építmény alapkövét 1979-ben tette le Morárdzsi Deszái miniszterelnök, de a szobrászati munkák, amelyeket Dr. V. Ganapati szobrász–építész vezetett és több mint 500 ember dolgozott rajtuk, csak 1990-ben kezdődtek el, és 1999-re fejeződtek be. A követ, amelyből készült, többek között Szirudámúr és Ambászamudram térségéből hozták. Az építéskor használt állványzathoz mintegy 18 000 vasfa rudat használtak fel, amelyeket két teherautónyi kötéllel erősítettek egymáshoz.
Az elkészült szobrot Muttuvél Karunánidi tamilnádui főminiszter avatta fel ünnepélyesen 2000. január 1-én.

## Leírás
A mintegy 7000 tonnás, földrengésállóra tervezett szobor egy apró szigeten áll, amely India és azon belül Tamilnádu állam legdélebbi településéhez, Kanjákumárihoz tartozik. Háromszintes talapzatának magassága 11,6 méter, ami lábban mérve 38 láb, így a költő fő művének, a Tirukkuralnak a 38, erényekkel és erkölccsel foglalkozó fejezetét szimbolizálja, míg az építmény összesen 40,5 méter magas, ami lábban számolva 133 láb, ez pedig a teljes Tirukkural 133 fejezetét jelképezi. A teljes, szinte az óceánból az égbe magasodó alkotás összességében olyan elvont jelentést is hordoz, hogy erős és szilárd erkölcsi alappal jólét és örömök érhetőek el.
Az álló szobor derekát enyhén meghajlítja, hasonlóan ahhoz, ahogy Siva egyik ábrázolása, a Natarádzsa. 5,8 méter magasságú arcának részletei, beleértve a füleket, a szemeket, a szájat és a homlokot, finoman kidolgozottak: a művész ezeket a részleteket kézzel faragta. A szobor, bár karjait nem emeli a magasba, de jobb kezének mutató-, középső és gyűrűsujjával felfelé mutat: ez a három ujj a Tirukkural három fő témáját (erkölcs, vagyon, szerelem) jelképezi.
A talapzatot egy mandapa veszi körül, azt pedig tíz elefántszobor, ami azt a 10 irányt jelképezi, amerre Dasaratha király a kocsiját hajtotta. A mandapában 140 lépcsőfokot alakítottak ki, amelyeken gyalogosan a szobor lábához lehet feljutni. A talapzat külső szélére néhány, a Tirukkuralból való verssorpárt írtak fel.
A turisták a szobrot a szárazföldről kompjárattal közelíthetik meg, ami a hét minden napján üzemel.

## Képek

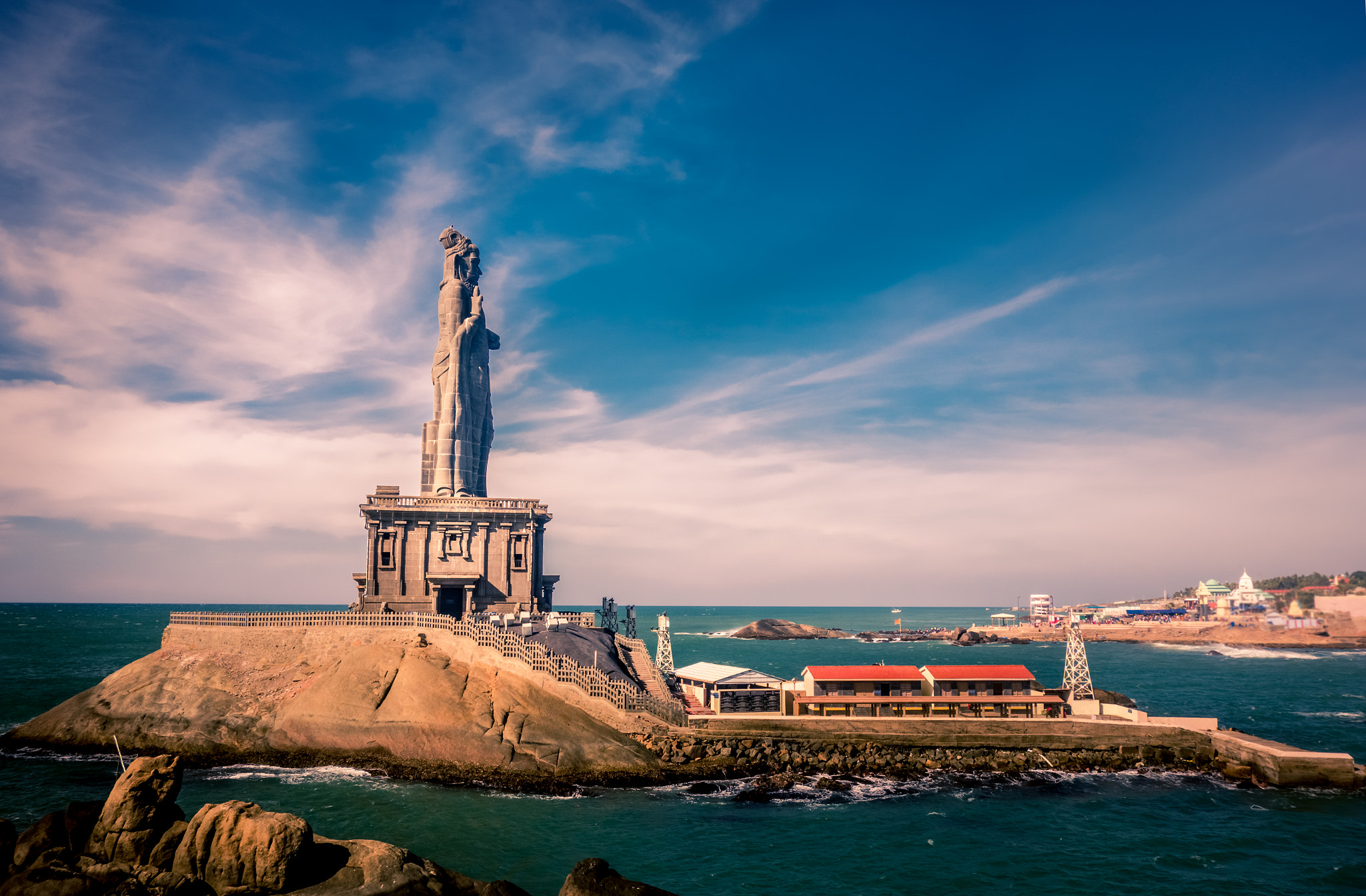
A szobor és környezete
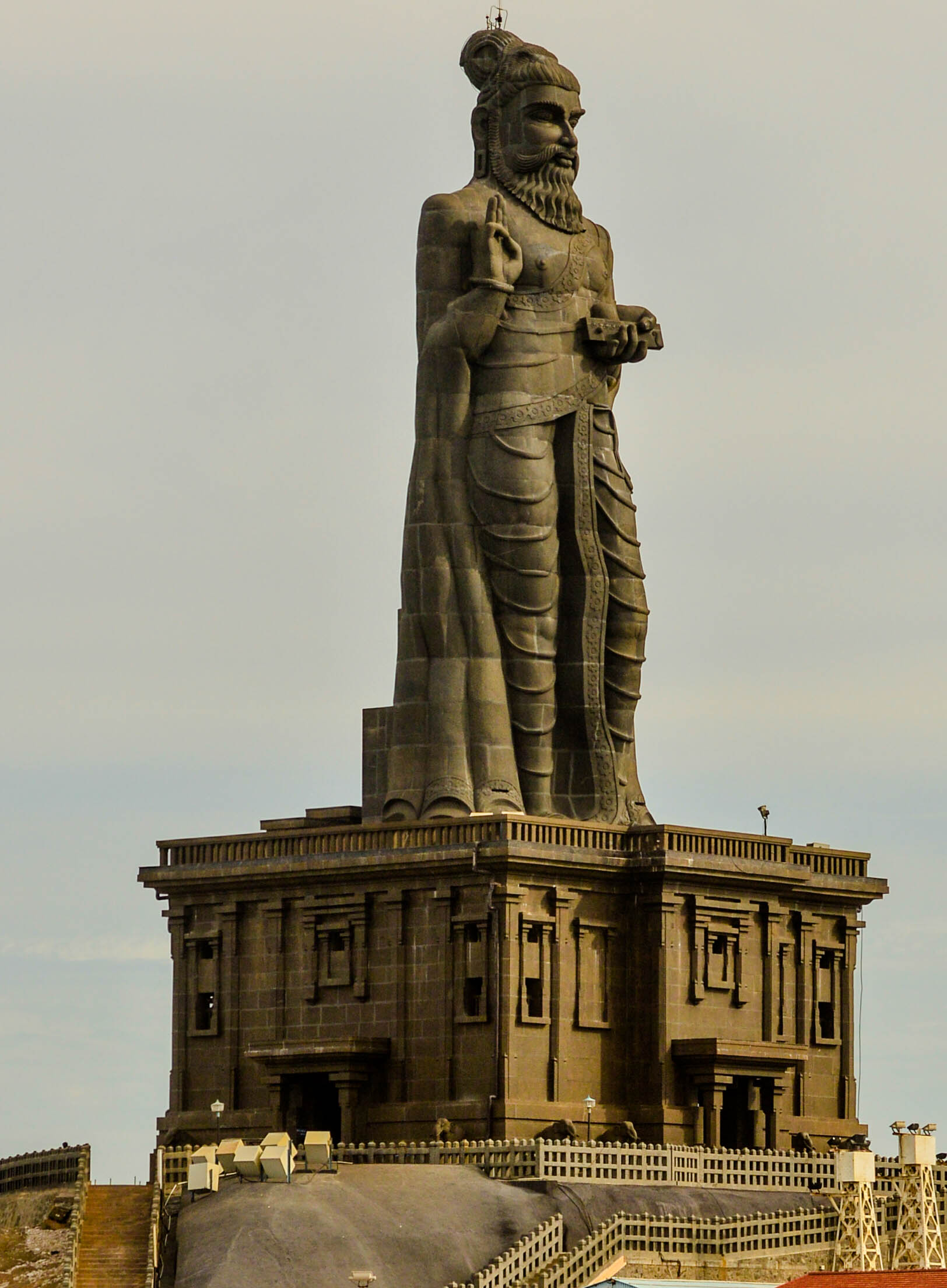
A szobor
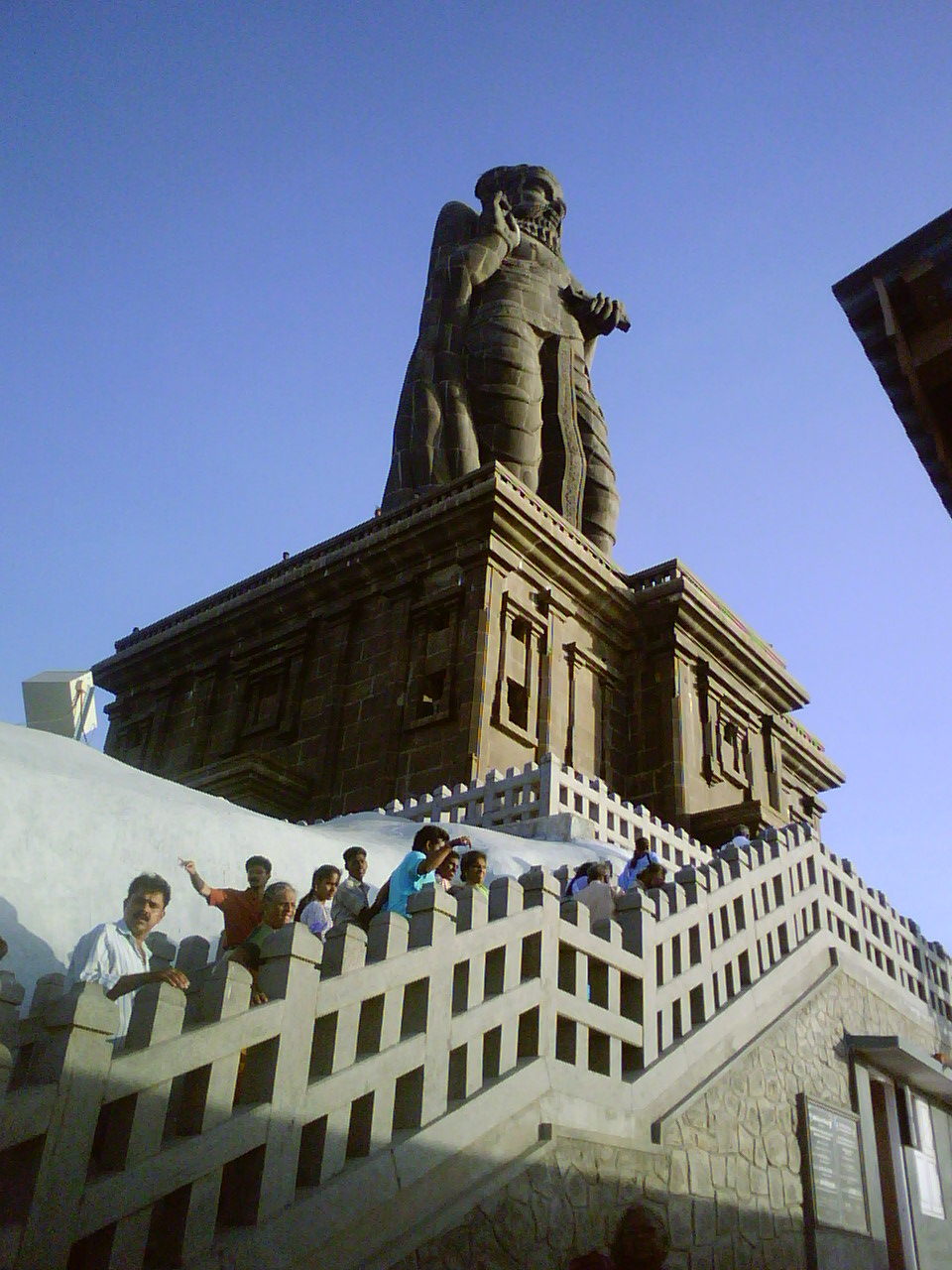
Lentről nézve
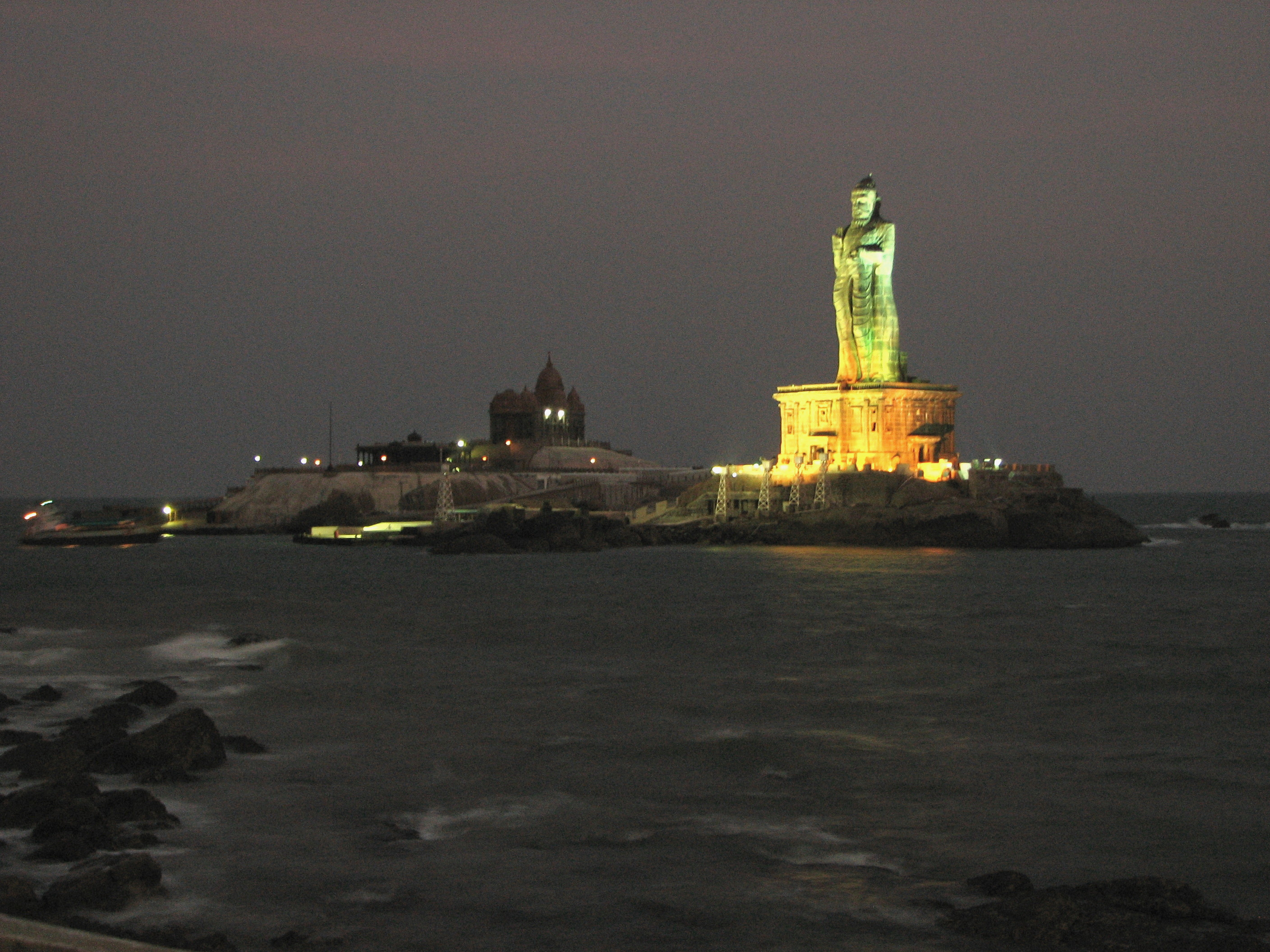
Éjjel, kivilágítva
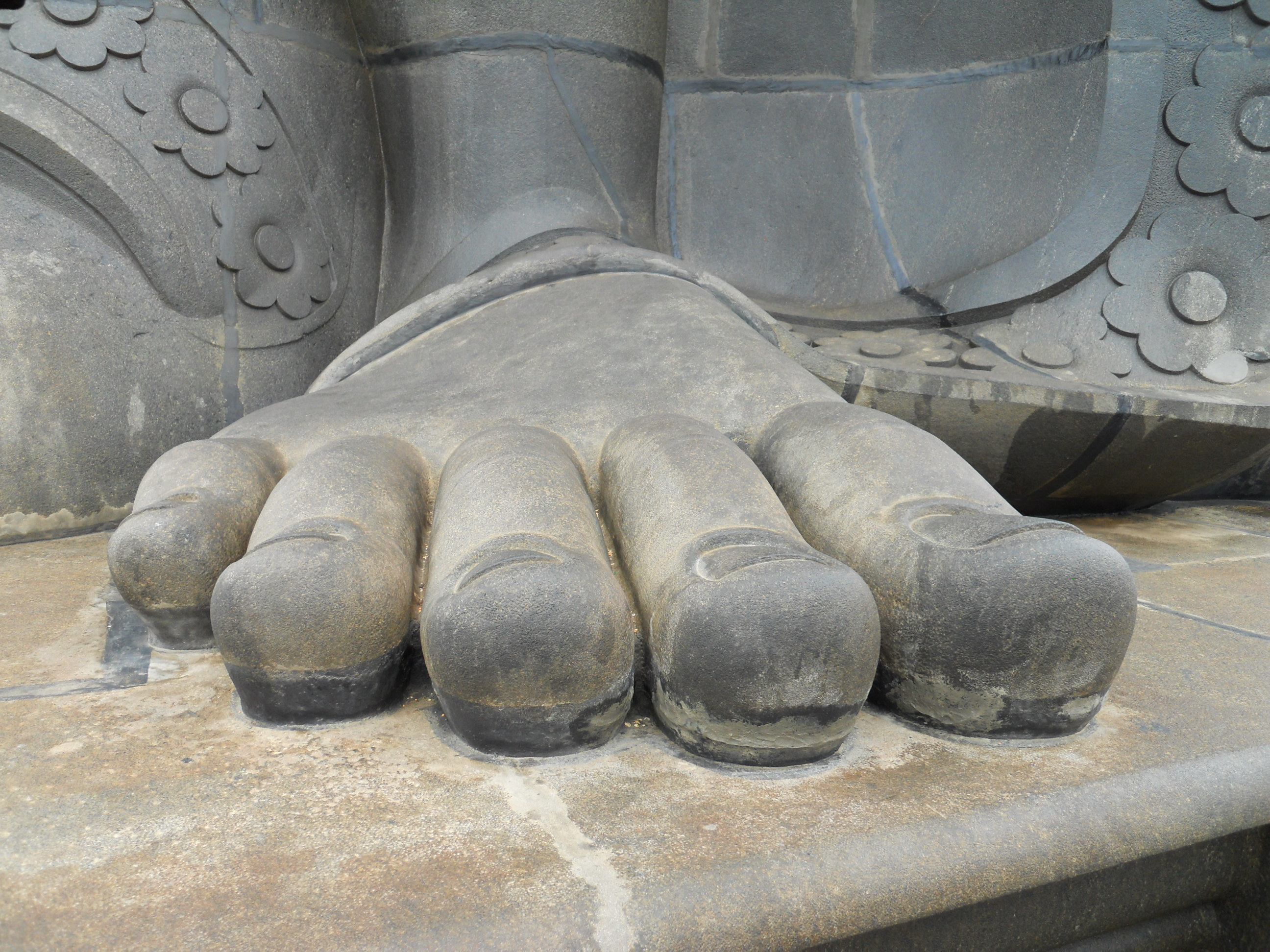
Az alak lábujjai